# شارلين ويلز هوكس
شارلين ويلز هوكس (من مواليد 16 مارس 1964) هي مؤلفة ومغنية ومراسلة أمريكية من مدينة سولت ليك سيتي بولاية يوتا وكانت ملكة جمال أمريكا عام 1985. عملت مع إي إس بي إن من 1987 إلى 2002 وعينها وزير الدفاع الأمريكي في اللجنة الاستشارية للدفاع حول المرأة في القوات المسلحة في عام 2015.

## الأسرة والحياة المبكرة
ولدت هوكس في أسونسيون في باراغواي وقضت معظم طفولتها في المكسيك وتشيلي والإكوادور. كانت أول ملكة جمال لأمريكا ثنائية اللغة ولدت بالخارج. أمضت معظم سنوات مراهقتها في يوينس آيرس في الأرجنتين. عندما فازت بلقب ملكة جمال أمريكا كان والديها يعيشان في هولاداي في يوتا إحدى ضواحي سولت ليك سيتي. في عام 1985 نشر كتاب Deseret سيرة حياة ويلز، وكتبها شيري ديو.
هوكس عضو في كنيسة يسوع المسيح لقديسي الأيام الأخيرة. التحقت بجامعة بريغهام يونغ، وتخرجت منها عام 1988 بدرجة البكالوريوس في الاتصالات.

## ملكة جمال أمريكا
صرحت ويلز علنًا بدعمها لإعادة انتخاب رونالد ريغان، ودعمها للمواقف المؤيدة للحياة، ومعارضة الجنس قبل الزواج، وتعديل الحقوق المتساوية.

## التعليم والوظيفة
هوكس هي مؤلفة أو مؤلفة مشاركة لعدة كتب. من بينهم كتاب من تأليف هوكس وباربرا بارينجتون جونز بعنوان «كتاب الجمال الداخلي والخارجي (1989)» العيش في العالم ولكن ليس من العالم (1997)، وتقبيل الضفدع: أربع خطوات للعثور على الراحة خارج منطقة الراحة الخاصة بك. وهي أيضًا مغنية وأصدرت ألبومات بعنوان عندما نؤمن جميعنا (1994) وأغاني نجوم الصباح (1996).
حصلت هوكس على درجة الماجستير في الاتصالات التسويقية المتكاملة من جامعة يوتا.
كانت هوكس مراسلًا لسباق الخيل وكرة قدم جامعية ‏ مع إي إس بي إن من 1987 إلى 2002.
منذ عام 2007 عملت هوكس لمساعدة قدامى المحاربين وعائلاتهم. ويشمل ذلك برنامجًا لجلب زوجات وبنات المحاربين القدامى الذين قتلوا أثناء أداء واجبهم إلى مسابقة ملكة جمال أمريكا.
في عام 2015 تم تعيين هوكس من قبل وزير الدفاع الأمريكي في اللجنة الاستشارية للدفاع حول المرأة في القوات المسلحة.
اعتبارًا من أغسطس 2016 كانت تشغل هوكس منصب نائب الرئيس التنفيذي لشركة قصة روك للنشر الإلكتروني، ورئيس قسمها العسكري، وتذكر خدمتي الذي ينتج سجلات تاريخية للأفراد العسكريين.
شغلت هوكس منصب قاضٍ في مسابقة ملكة جمال أمريكا 2017.